# Nemoleon iolanthe
Nemoleon iolanthe is een insect uit de familie van de mierenleeuwen (Myrmeleontidae), die tot de orde netvleugeligen (Neuroptera) behoort. 
Nemoleon iolanthe is voor het eerst wetenschappelijk beschreven door Banks in 1911.